# Article 36 de la Constitution tunisienne de 1959
L'article 36 de la Constitution tunisienne de 1959 est le 36e des 78 articles de la Constitution tunisienne adoptée le 1er juin 1959.
C'est le 19e article du deuxième chapitre intitulé « Le pouvoir législatif », il décrit la composition de l'Assemblée nationale tunisienne, les conditions de ses membres, leurs attributions et son fonctionnement. 

## Texte
« Les impôts d'État, les emprunts publics et les engagements financiers ne peuvent être décidés que par la loi. »